# Львовская архиепархия УГКЦ

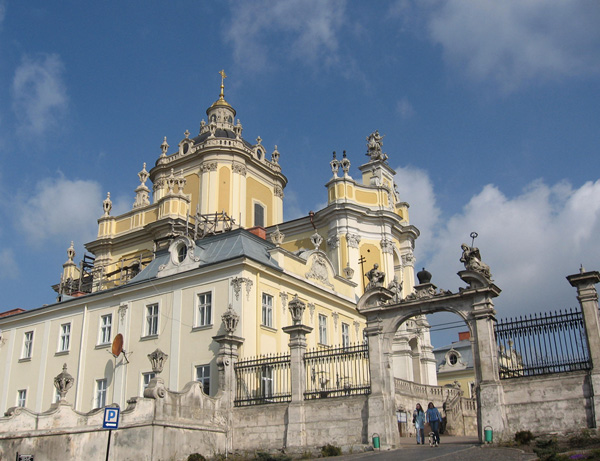
Кафедральный собор архиепархии — Собор святого Юра во Львове

Львовская архиепархия УГКЦ — административно-территориальная единица Украинской грекокатолической церкви с центром во Львове, входит в состав Львовской митрополии УГКЦ. Была образована в 1677 году как епархия. 22 февраля 1807 года Львовская епархия была преобразована в архиепархию, a 26 сентября 1808 года Львов стал центром митрополии.
В 1885 году из территории Львовской митрополии была выделена Станиславская епархия.
После Второй мировой войны, в 1946 году, УГКЦ была запрещена, все церковные структуры УГКЦ были объявлены вне закона. Глава УГКЦ архиепископ Иосиф Слипый в 1963 году после долгих лет заключения и сибирской ссылки был выпущен из СССР и обосновался в Риме. Несмотря на преследования, епископы и священники УГКЦ продолжали тайно нести служение на территории Украины.
В 1991 году, с обретением Украиной независимости, деятельность архиепархии была восстановлена. В течение 1993—2000 годов территория архиепархии уменьшилась из-за образования новых епархий: Самборско-Дрогобычской, Тернопольской и Зборовской (1993), Киево-Вышгородского экзархата (1995), Сокальского экзархата и Стрыйской епархии (2000).
В 2011 году Синод епископов УГКЦ принял решение об изменении административно-территориальной структуры, согласно которому 29 ноября 2011 года была провозглашена Львовская митрополия с центром во Львове, в состав которой вошли Львовская архиепархия, Стрыйская, Самборско-Дрогобычская и Сокальско-Жолковская епархии. Митрополию возглавил Игорь Возняк, архиепископ и митрополит Львовский.
Кафедральным собором архиепархии является Собор святого Юра во Львове.

## Епископы
- Иосиф Шимлянский (c 9 июня 1700 по 27 июля 1708)
- Варлаам Шептицкий (c 21 июня 1710 по 27 мая 1715)
- Атанасий Шептицкий (c 13 сентября 1715 по 12 декабря 1746)
- Онуфрий Шумлянский (c 1746 по 1747)
- Лев Шептицкий (c 1747 по 1778)
- Петр (Билянский) (c 30 октября 1779 по 29 мая 1798)
- Николай (Скородинский) (c 31 марта 1799 по 23 мая 1805)
- Антоний (Ангелович) (c 25 сентября 1808 по 9 августа 1814)
- Михаил (Левицкий) (c 8 марта 1816 по 14 января 1858, кардинал)
- Григорий (Яхимович) (c 23 марта 1860 по 29 апреля 1863)
- Спиридон (Литвинович) (c 5 мая 1864 по 4 июня 1869)
- Иосиф (Сембратович) (c 18 мая 1870 по 11 ноября 1882)
- Сильвестр (Сембратович) (c 5 мая 1885 по 4 августа 1898; кардинал 1895—1898)
- Юлиан (Сас-Куиловский) (c 30 августа 1899 по 4 мая 1900)
- Андрей Шептицкий (c 17 января 1901 по 1 ноября 1944)
- Иосиф Слепой (c 1 ноября 1944 по 7 сентября 1984)
- Мирослав Любачевский (c 7 сентября 1984 по 14 декабря 2000)
- Любомир Гузар[1] (c 28 января 2001 по 20 августа 2005)
- Игорь Возняк (c 10 ноября 2005)

## Источник
- Создана Львовская митрополия УГКЦ. УНИАН Религии, 29.11.2011